# Розсипне (Сватівський район)
Розсипне́ — село в Україні, у Троїцькій селищній громаді Сватівського району Луганської області. Населення становить 433 особи. До 2017 року орган місцевого самоврядування — Розсипненська сільська рада.
Село постраждало внаслідок геноциду українського народу, вчиненого урядом СРСР у 1932—1933 роках, кількість встановлених жертв — 101 людина.

## Населення

### Мова
Розподіл населення за рідною мовою за даними перепису 2001 року:
| Мова       | Кількість | Відсоток |
| ---------- | --------- | -------- |
| російська  | 350       | 80.83%   |
| українська | 83        | 19.17%   |
| Усього     | 433       | 100%     |

## Видатні уродженці
- Попугаєв Олексій Григорович (1924—1943) — Герой Радянського Союзу.

## Також
- Перелік населених пунктів, що постраждали від Голодомору 1932—1933 (Луганська область)